# السينما في القدس قبل عام 48
هذا القالب يجب أن يُنسخ; استبدل بـ{{نقل}} {{نسخ:نقل}}
سينما ريكس الواقعة بالقرب من شارع يافا في القدس بدأ العمل على بنائه عام 1938م على يد رجل أعمال عربي مسيحي يُدعى جوزيف باسكال ألبين وكان افتتاحها رسميا بتاريخ 16 حزيران 1938م ،بحضور القنصل المصري محمد حامد والتي كانت تتسع الى 1300 شخص، وأول عرض في السينما ان ذك فيلم الجندي المحترف،كانت السينما تعرض افلام من شركة انتاج سينمائي تدعي(افلام النيل)، وبالإضافة إلى ذلك عرضت  سينما ريكس - أفلام عربية مصرية بأساس- بالإضافة إلى أفلام الغرب الأمريكي وأعمال أوروبية.

## جمهورالسينما
كان غالبية الجمهور من العرب المقدسيين ورجال الادارة االبريطانيين ، ولكن بعض اليهود ارتادوا السينما ايضا.
في عام 1944، كانت الممثلة والمغنية الدرزية الشهيرة أسمهان حاضرة في السينما، أثناء عرض فيلمها "انتصار الشباب".

## اهمية موقع السينما
جاءت أهمية السينما من موقعه في في شارع ( الاميرة ماري) احدى الشوارع المركزية في فترة الانتداب البريطاني في القدس، حيث يمر العديد من الناس  على حد السواء إن كان العرب واليهود او من جنسية اجنبية في الشارع خاصة في نهاية الأسبوع والأعياد.

## ازدهار السينما
كان ازدهار السينما في فترة الاربيعينيات. فقد كانت ملتقى لليهود و العرب والبريطانيين ،خلافَا لما جاء في مذكرات رجال منظمة إيتسل والذين أفادوا بأنّ دار السينما لم تكن وجهةً لسكان المدينة اليهود، لكن على ما يبدو أنّ العديد من اليهود في الواقع ارتادوا المكان.

## السينما قبل ال1947
اعلانات الافلام العبرية
إعلانات الأفلام صدرت باللغة العبرية في صحف يهودية، إلى جانب التهاني بالسنة العبرية الجديدة، وفي عام 1946، وعلى إثر الشائعات بأنّ الشركاء اليهود غادروا دار السينما، خرجت الإدارة في بيان يوضح عدم صحة هذه الإشاعة.

## اعمال الشغب في السينما
مركزية موقع السينما جعلها هدفا الى أعمال العنف المختلفة  

### العمل التخريبي الاول
عام 1939 في شهر أيار وبعد مرور عام واحد على افتتاح السينما أصدرت حكومة الانتداب البريطاني الكتاب الأبيض الذي كان ينص على وضع قيود لهجرة اليهود إلى فلسطين، واختيرت سينما ريكس من قبل منظمة إيتسل لتكون ضمن العملية التخربية التي ترد على قرار التقيد وذلك بسبب كون السينما واقعة ضمن المنطقة التابعة لمؤسسات السلطة البريطانية، ولجذب دار السينما قادة من الانتداب البريطاني في فلسطين ونخبة من الشخصيات في المجتمع العربي، بدأ الهجوم على السينما بتاريخ 29 ايار قام رجال منظمة ايتسل باقتحام السينما أثناء عرض فيلم طرزان ونقلوا المواد المنفجرة من خلال معاطفهم وعلب الحلويات  ووضعوها بأماكن مختلفة في مكان العرض وتم تفجيرها في تمام الساعة 20:30 عند بداية العرض، وبعد ذلك هرع الجمهور للهرب وكان أعضاء منظمة ايتسل ينتظرونهم في المقبرة الاسلامية مأمن الله اطلاق النار عليهم.
قتل في هذه الحادثة 5 أشخاص جميعهم من العرب واصيب 18 اخرون: ستة بريطانين، عشرة عرب و يهوديان. ولحقت أضرار جسيمة في مبنى السينما وفي أعقاب هذا الاعتداء تم اصدار قرار بإغلاق جميع دور السينما في .مع اندلاع الحرب العالمية الثانية ساهمت في إعادة نشاط السينما من خلال حضور عدد كبير من العساكر البريطانيين الى المدينة الذين احتاجوا الى سينما ناطقة باللغة الانجليزية. وبسبب ذلك سارع أصحاب السينما الى اعادة ترميمها وعودة نشاطها.  المصدر: مدونة المكتبة الوطنية.

## في ال 1948

### العمل التخريبي الثاني
احتجاجاً على قرار التقسيم (ربط)وبعد الإعلان الصادر عن الأمم المتحدة، قامت اللجنة العربية العليا (ربط) بالمبادرة للإضراب لثلاثة أيام في الشارع العربي، أدت الأجواء العاصفة والمتوترة في الشارع العربي في القدس في نهاية المطاف إلى احتداد الأوضاع. في صباح الثاني من كانون الأول 1947، هاجم حشدٌ من العرب المركز التجاري في ماميلا، حيث كان غالبية المتاجر تابعة لليهود. كانت القوات البريطانية التي وجب عليها حماية المكان منشغلة في ملاحقة قوات الحراسة المركّزة المكونة من أعضاء “الهاغاناه”، وتم الاعتداء على التجار وإضرام النار في المركز التجاري من قبل مثيري الشغب الذين يحملون العصي و الفؤوس والسكاكين .  اعتدى رجال الايت سل مجددًا على السينما  ريكس ردا على ذلك وهذه المرة،  حيثوا أضرموا فيها النار.، الدخان يتصاعد من سينما ريكس. كانون الأول، 1947 وادت شرائط العرض المصنوعة من النترات  الى اشتعال السينما بأكملها وكانت النار  شديدة الاشتعال وتعالت سحب الدخان لتغطي السماء ، وفي ذلك اليوم ضاع الأمل في عودة سينما ريكس، التي خدمت الجميع في القدس , ظلت أنقاضها قائمة حتى ستينيات القرن الماضي، إلى أن أقيم في المكان المركز التجاري الذي لا يزال قائمًا حتى يومنا هذا .

## بعد ال1948
بقي باقي المبنى مهجورًا حتى أوائل السبعينيات، عندما تمكن رئيس منطقة القدس في وزارة الداخلية، رافي ليفي، من إقناع البطريركية الأرمنية في القدس ببيع قطعة الأرض لرجال الأعمال الإسرائيليين، . تم هدم المبنى في يونيو 1973. قام المقاولون ببناء مبنى للمكاتب وموقف للسيارات تحت الأرض ورواق تجاري في الموقع.

## روابط
صعود وسقوط سينما ريكس
حريق سينما ركس
Cinema Rex - Jerusalem